# Ruca
Ruca (bretonisch Ruskad) ist eine französische Gemeinde mit 596 Einwohnern (Stand 1. Januar 2022) im Département Côtes-d’Armor in der Region Bretagne. Sie gehört zum Arrondissement Dinan und zum Kanton Pléneuf-Val-André. Die Bewohner nennen sich Rucassiens/Rucassiennes.

## Geografie
Ruca liegt etwa 32 Kilometer ostnordöstlich von Saint-Brieuc und 25 Kilometer südwestlich von Saint-Malo im Norden des Départements Côtes-d’Armor.

## Geschichte
Der Ort liegt zwar an einem Römerweg, wurde aber erst im 13. Jahrhundert erwähnt. Eine erste namentliche Erwähnung von Ruca als Ruscha fand sich in einem Dokument einer Hochzeit im Jahr 1232. Die Gemeinde gehörte von 1793 bis 1801 zum Distrikt Lamballe. Seit 1801 ist sie Teil des Arrondissements Dinan.

## Bevölkerungsentwicklung
| Einwohner                  | 676 | 637 | 582 | 578 | 544 | 504 | 495 | 586 | 600 |
| Quellen: Cassini und INSEE |     |     |     |     |     |     |     |     |     |

## Sehenswürdigkeiten
- Kirche Saint-Pierre-et-Saint-Paul (Umbau von 1844–1846); der Altaraufsatz aus dem 17. Jahrhundert, Monument historique seit 1927[1]
- Kapelle Notre-Dame-de-Hirel mit Kreuz neben der Kapelle (15./16. Jahrhundert), monument historique seit 1953[2]
- Herrenhaus Manoir du Bois-Rouault aus der Renaissance
- Denkmal für die Gefallenen[3]

Quelle:

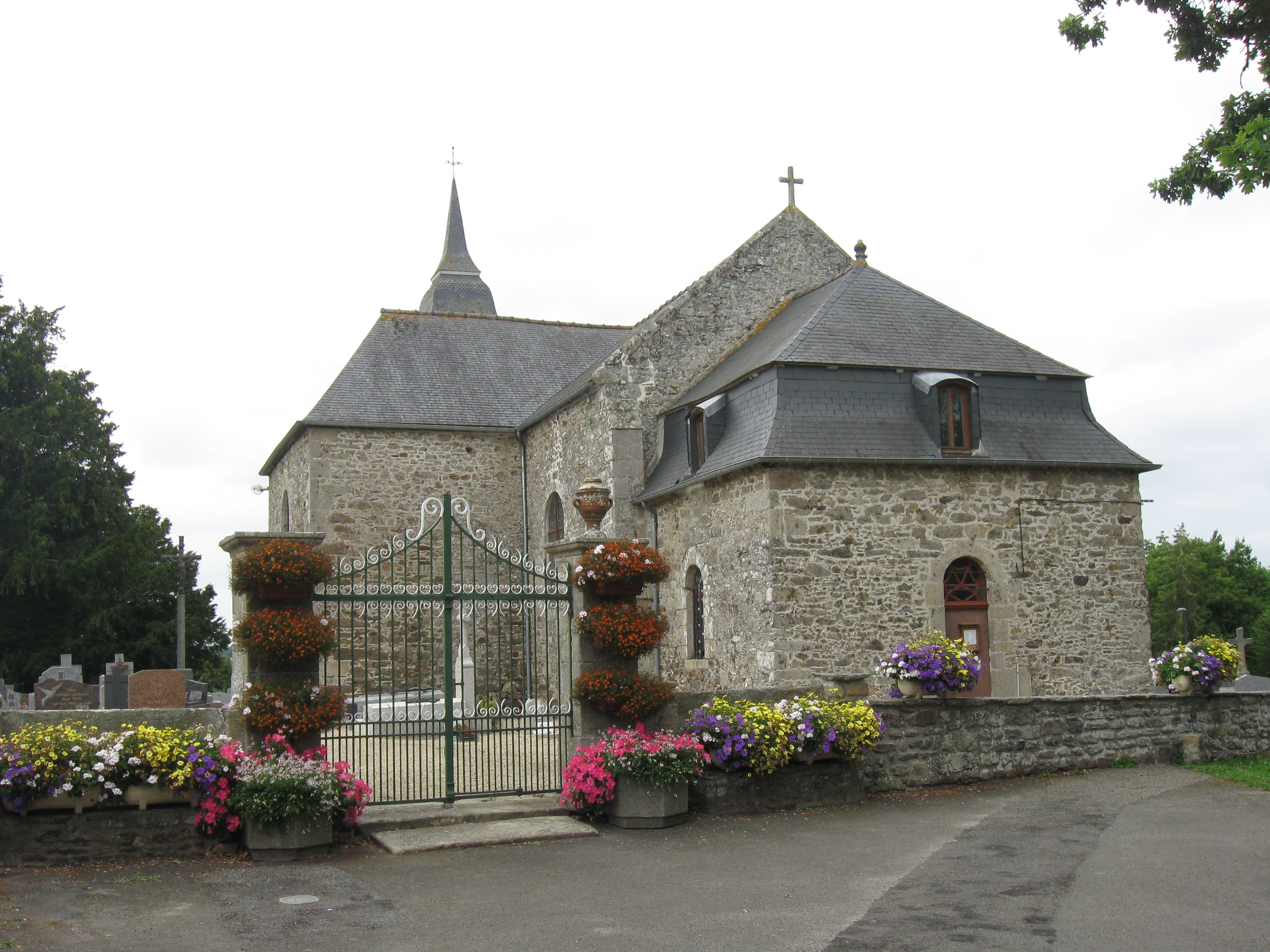
Kirche Saint-Pierre-et-Saint-Paul
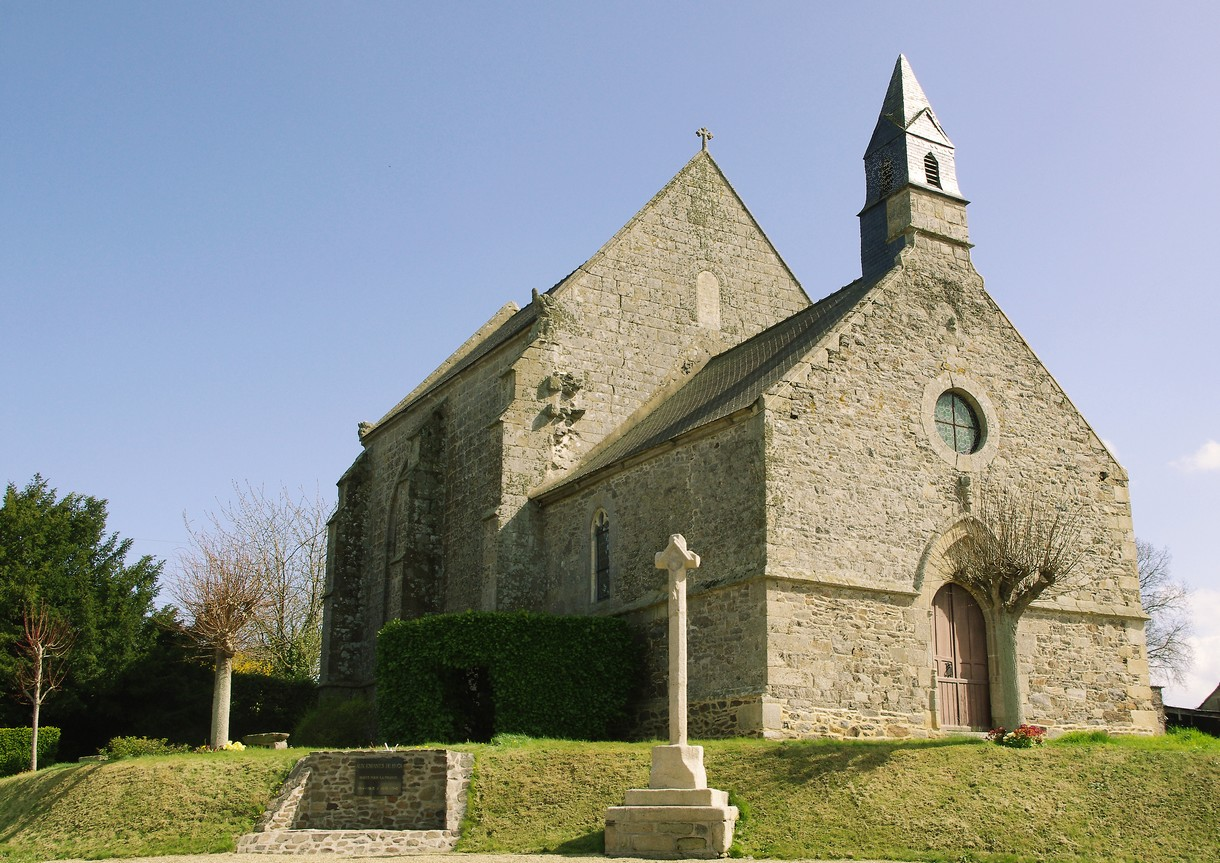
Kapelle Notre-Dame-de-Hirel